# بريان بارنت
بريان بارنت هو متزلج جماعي كندي، ولد في 10 فبراير 1987 في إدمونتون في كندا.

## وصلات خارجية
- بريان بارنت على موقع الاتحاد الدولي لألعاب القوى (الإنجليزية)
- بريان بارنت على موقع الدوري الماسي (الإنجليزية)
- بريان بارنت على موقع IBSF (الإنجليزية)
- بريان بارنت على موقع اللجنة الأولمبية الدولية (الإنجليزية)
- بريان بارنت على موقع أوليمبيديا (الإنجليزية)
- بريان بارنت على موقع اللجنة الأولمبية الكندية (الإنجليزية)
- بريان بارنت على موقع اتحاد ألعاب الكومنولث (مؤرشف) (الإنجليزية)